# Du Pengyu
Du Pengyu (chinesisch 杜鹏宇, * 22. Januar 1988 in Baoding, Hebei, Volksrepublik China) ist ein chinesischer Badmintonspieler.

## Karriere
Du Pengyu verzeichnet bisher als seinen größten Erfolg den Gewinn der Bronzemedaille bei der Badminton-Asienmeisterschaft 2009 im Herreneinzel. Vorher hatte er schon bei der Welthochschulmeisterschaft 2008 Gold gewonnen. Beim China Masters 2007 scheiterte er im Achtelfinale am späteren Sieger Lin Dan. Im Achtelfinale war auch Endstation bei der Malaysia Super Series 2010 und der Korea Open Super Series 2010. Ins Viertelfinale schaffte er es bei der China Open Super Series 2008, ins Halbfinale bei der Swiss Open Super Series 2010.

## Sportliche Erfolge
| Saison | Veranstaltung                | Disziplin    | Platz | Name      |
| ------ | ---------------------------- | ------------ | ----- | --------- |
| 2008   | Welthochschulmeisterschaft   | Herreneinzel | 1     | Du Pengyu |
| 2009   | Badminton-Asienmeisterschaft | Herreneinzel | 3     | Du Pengyu |
| 2010   | Swiss Open                   | Herreneinzel | 3     | Du Pengyu |
| 2010   | China Open                   | Herreneinzel | 5     | Du Pengyu |
| 2012   | Denmark Open                 | Herreneinzel | 2     | Du Pengyu |